# Atimura apicalis
Atimura apicalis är en skalbaggsart som beskrevs av Charles Joseph Gahan 1894. Atimura apicalis ingår i släktet Atimura och familjen långhorningar.
Artens utbredningsområde är Burma. Inga underarter finns listade.